# Masacre de Glencoe

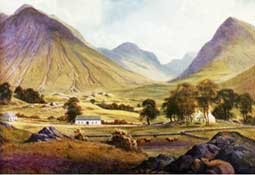
Glencoe, escenario de la masacre de 1692.

La Masacre de Glencoe ocurrió en Glen Coe, Escocia, en la madrugada del 13 de febrero de 1692, durante la era de la Revolución Gloriosa y del Jacobismo. La masacre comenzó simultáneamente en tres emplazamientos —Invercoe, Inverrigan y Achacon— aunque la matanza tuvo lugar en toda la zona durante la persecución de los MacDonald. En total, 38 MacDonald, del clan MacDonald de Glencoe fueron asesinados por los invitados que habían aceptado su hospitalidad, con el motivo de que los MacDonald no habían actuado prontamente para prometer lealtad al nuevo rey, Guillermo de Orange. Otras cuarenta mujeres y niños murieron a la intemperie después de que sus hogares fueran quemados.

## Antecedentes
En 1688, Guillermo de Orange aceptó la invitación de tomar el trono del Reino de Inglaterra. El Parlamento de Escocia fue más cauteloso y envió invitaciones para él y a Jacobo II de Inglaterra. Cuando la respuesta arrogante de Jacobo persuadió a los escoceses de aceptar a Guillermo, John Graham Dundee llevó a los escoceses montañeses a sublevaciones jacobitas en un intento de devolver el trono al rey Jacobo. Dundee pereció en la Batalla de Killiecrankie y el levantamiento en Escocia sufrió una derrota no concluyente en la Batalla de Dunkeld. En su camino de regreso de esta batalla, los Maclains de Glencoe, una rama del clan MacDonald, junto con sus primos Glengarry, saquearon las tierras de Robert Campbell de Glenlyon y robaron su ganado, incrementando sus problemas con deudas de juego y forzándolo a tomar un servicio militar para proveer a su familia. En su pedido subsecuente por una compensación, Campbell creyó claramente que los hombres de Glengarry eran los más culpables, sin hacer mención a Glencoe.
Los jacobitas escoceses fueron fuertemente derrotados en la Batalla de Cromdale el 1 de mayo de 1690, mientras que Jacobo fue derrotado el 1 de julio de 1690 en la Batalla del Boyne en Irlanda.

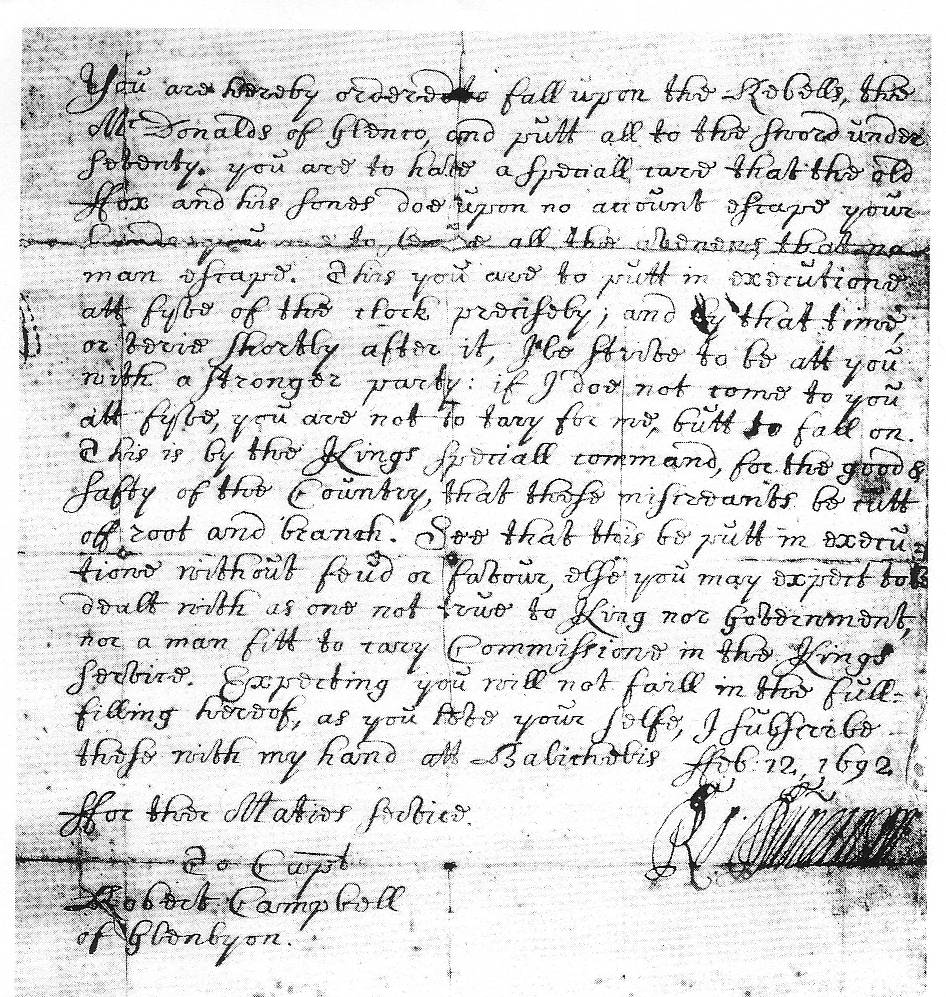
Facsímil de las órdenes que Duncanson entregó a Robert Campbell.

El 27 de agosto de 1691, Guillermo ofreció a todos los clanes montañeses un perdón por su participación en la sublevación jacobita, siempre y cuando tomaran un juramento de lealtad antes del 1 de enero de 1692 en presencia de un magistrado; si no lo firmaba, fueron amenazados con represalias. Los jefes montañeses enviaron un comunicado a Jacobo, para ese entonces exiliado en Francia, pidiendo su permiso para tomar ese juramento. Jacobo vaciló sobre esta decisión, convencido de que estaba cerca de retornar a Gran Bretaña para reclamar su trono. Cuando se hizo aparente que esto no iba a suceder antes de la fecha límite, Jacobo envió órdenes a Escocia autorizando a los jefes a tomar el juramento. Este mensaje llegó a sus destinatarios a mediados de diciembre, solo unas semanas antes de la fecha límite en condiciones invernales difíciles. Unos pocos lograron cumplir el juramento propiamente y algunos no lo lograron. Alastair MacIain, el jefe 12o. de Glencoe, esperó hasta el último día antes de asentar su juramento. El 31 de diciembre de 1691, viajó a Fort William donde pidió al coronel Hill, el gobernador, administrar el juramento requerido; sin embargo, el coronel Hill objetó que él no estaba autorizado para recibir el juramento necesario. Por ello, instruyó a Maclain a ir rápidamente a Inveraray a hacer su juramento ante sir Colin Campbell, sheriff de Argyll. El coronel Hill le dio a Maclain una carta de protección y una carta a sir Colin en la que le pedía recibir el juramento de Maclain dado que este había acudido al coronel Hill dentro del tiempo asignado. El coronel Hill también le aseguró a Maclain que no se tomaría ninguna acción en su contra sin que antes presentara su caso antes el rey o su consejo privado. Le tomó tres días a Maclain llegar a Inveraray, parcialmente debido al clima y parcialmente debido a estar detenido por un día en el castillo Balcardine con la primera compañía del Regimiento de infantería de Argyl bajo el mando del capitán Drummond, para asegurar su tardanza. Al llegar a Inveraray, debió esperar tres días hasta la llegada de sir Colin quien estaba ausente, pasando el Año Nuevo con su familia. A su retorno, sir Colin aceptó renuentemente el juramento de Maclain. Mientras Maclain estaba satisfecho de haber realizado el juramento requerido y, por tanto, no esperar ninguna acción en contra suya o de su gente, algunos elementos al interior del gobierno vieron una oportunidad para usar este error para completar la carta de requerimiento (por pasarse de la fecha límite) y dar un ejemplo con los MacDonald de forma simultánea a la eliminación de algunos enemigos de un solo golpe.